# Джевад Шечербегович
Джевад Шечербегович (босн. Dževad Šećerbegović, 15 липня 1955) — югославський футболіст, лівий вінгер.

## Кар'єра
Шечербегович народився 15 липня 1955 року в селі Горньї Рахич поблизу Брчко. Майже десять років він виступав за «Слободу» (Тузла) на позиції лівого вінгера, після чого з 1983 до 1985 року грав у турецькій Суперлізі за «Бешикташ» зі Стамбула, де тренером працював його співвітчизник Бранко Станкович. В сезоні 1984/85 посів друге місце в чемпіонаті Туреччини. 2 жовтня 1983 року у виїзному матчі проти «Коджаеліспора» (2:1) забив 1000-й гол "Бешикташа " в історії Суперліги і вписав своє ім'я в історію клубу.
За національну збірну Югославії провів дев'ять матчів. Дебютував 30 січня 1977 року у Боготі проти Колумбії (1:0), а останній раз грав за збірну 23 квітня 1983 року в Парижі проти Франції (0:4).
Грав на літніх Олімпійських іграх у літніх Олімпійських іграх у Москві 1980 року, де посів з командою 4 місце.
Після кар'єри гравця деякий час обіймав посаду спортивного директора «Слободи» (Тузла).